# Réserve naturelle de la lagune d'Orbetello di Ponente
Le réserve naturelle de la lagune d'Ortebello di Ponente (en italien : Riserva naturale Laguna di Ortebello di Ponente)  est une zone naturelle protégée située  dans la municipalité d'Orbetello, dans la province de Grosseto en Toscane.

## Historique
Elle se situe dans la partie Nord-Ouest de la lagune d'Orbetello. La protection de la zone remonte à 1971, lorsque le ministère de l'Agriculture et des Forêts, à la demande du WWF Italie, a établi l'Oasi WWF sur les 800 premiers hectares.
En 1977, la zone a été déclarée zone humide d'importance internationale en vertu de la convention de Ramsar. En 1980, 30 hectares au sein de l'Oasi WWF sont devenus « réserve naturelle d'État » et, en 1998, la réserve naturelle de la lagune d'Orbetello a été créée,  couvrant les 1 533 hectares actuels de zone protégée.
Dans le même temps, le WWF Italie a d'abord acheté 60 hectares, dont la forêt de Patanella, puis 100 hectares supplémentaires.

## Territoire
Au nord-ouest, la réserve comprend une partie du tombolo de Giannella, qui sépare la lagune de la mer et sur lequel se dresse Casale Giannella, un centre d'éducation environnementale appartenant au WWF Italie et dédié à Aurelio Peccei.
La zone protégée couvre également une grande partie de la surface de la lagune du Ponente. Le sentier nature de l'oasis est accessible depuis la localité de Ceriolo, près d'Albinia.

## Faune
De nombreuses espèces d'oiseaux nichent, hivernent ou transitent lors de leur migration dans le lagune, parmi lesquelles on rappelle le Grand Cormoran, les hérons (héron cendré, aigrette garzette, Grande Aigrette et, dans les prairies environnantes, le héron garde-bœufs), le flamant rose, la spatule blanche, le tadorne de Belon et autres canards (canard colvert, sarcelle d'hiver, canard souchet, canard siffleur, ainsi que l'élégant canard pilet), balbuzard pêcheur, vanneau huppé, l'échasse blanche (dont la nidification, observée par Fulco Pratesi, a servi de stimulant à la protection de la zone), l'avocette élégante, le chevalier gambette et bien d'autres échassiers.
Grâce à la collaboration avec une association protectionniste autrichienne, qui s'occupe de leur reproduction en captivité et de leur réadaptation aux routes migratoires, la réserve est alors fréquentée par l'ibis chauve.
Les eaux du lagon sont riches en poissons fins comme le bar, la dorade, le mulet (qu'il est courant de voir sauter hors de l'eau) et les anguilles.

## Flore
Sur le tombolo de Giannella, qui sépare la lagune de la mer, poussent une végétation typique des dunes et des maquis méditerranéens.
À l'intérieur se trouve une bande de salicorne et de roseaux, derrière laquelle poussent le grand chêne-liège, l'orme, le frêne, le peuplier, ainsi que des eucalyptus, d'origine australienne et autrefois introduits comme brise-vent.
Dans la zone la plus méridionale, près de Patanella, il y a une belle forêt de chênes-lièges, avec la présence de chênes verts et de pins maritimes, avec deux étendues de pin parasol de chaque côté et, vers la lagune, des étendues de bruyère commune.